# Onchidella celtica
Onchidella celtica is een longslak uit de familie Onchidiidae, met een ovaal, vlezig lichaam. Het dier kan tot 12 mm lang worden en is donkergroen tot zwart. De rug is bedekt met gelijkmatig verdeelde knobbels. De soort heeft een enkel paar korte tentakels met ogen aan de toppen. De soort leeft supralittoraal, op rotsige kusten en komt voor langs de Atlantische kusten van Europa.